# Condado de Ferry
O Condado de Ferry é um dos 39 condados do Estado americano de Washington. A sede de condado é Republic, e sua maior cidade é Republic. O condado possui uma área de 5,847 km², uma população de 7,260 habitantes, e uma densidade populacional de 1 hab/km² (segundo o censo nacional de 2000).